# Âge mental
En psychologie, l'âge mental (AM) est l'âge qui correspond au degré de développement intellectuel. Il est mesuré par plusieurs tests psychologiques.

## Histoire
Le premier test d'intelligence  mis au point en 1905 par Alfred Binet et son collaborateur Théodore Simon, l'échelle métrique de l'intelligence, permet de comparer les scores d'un enfant à ceux de groupes d'enfants de différents âges. Binet a l'idée de nommer le résultat de cette comparaison "âge mental de l'enfant".  
Il indique qu'un enfant d'un certain âge chronologique (différence entre la date de passation du test et sa date de naissance) obtient un score équivalent à la moyenne d'un groupe d'enfants d'un âge qui peut être identique, plus jeune, ou plus vieux. Par exemple, un enfant de 8 ans peut obtenir des scores au test d'intelligence qui équivalent à la moyenne des enfants de 7 ans : on dit alors que son âge mental est de 7 ans.

## Propriétés statistiques et mesure du QI

QI standard calculé par l'approche de Wechsler

Le psychologue William Stern eut l'idée d'utiliser l'âge mental et l'âge chronologique pour générer un quotient révélant l'écart entre les deux scores : le quotient intellectuel ou QI. Il est obtenu en divisant l'âge mental par l'âge chronologique, et en multipliant le résultat par 100.  
Par exemple, un enfant de 10 ans d'âge chronologique (donné par sa date de naissance) dont l'âge mental est de 12 ans, obtient un QI de 120 ((12 / 10) ⅹ 100). Selon cette méthode, un QI moyen est de 100 : l'âge mental est égal à l'âge chronologique.  
Cette méthode comportait des problèmes méthodologiques et statistiques. Les QI des tests ultérieurs, mis au point par David Wechsler, ne reprennent pas la notion d'âge mental et calculent le QI différemment, en comparant chaque enfant à un groupe d'enfants du même âge chronologique.  
Ainsi deux types de calcul de QI sont possibles. Le QI calculé avec l'âge mental est nommé parfois le « QI classique » ou « QI en âge mental ». Le QI tel que calculé par l'approche de Wechsler est parfois nommé le « QI standard » (on y compare le score de l'enfant aux scores d'enfants du même âge échelonnés sur une courbe normale, ou courbe de Gauss dont la moyenne est de 100 points et l'écart-type 15 points).     

## Utilisation et limites
La notion d'âge mental est un concept très controversé [réf. nécessaire] et est surtout indicatrice pour les jeunes enfants et les personnes intellectuellement déficientes.[réf. nécessaire]
Les résultats à un test donnant un âge mental (ou un QI en âge mental) n'ont pas de valeur diagnostique. Ces résultats sont intégrés à d'autres observations dans le cadre de l'examen psychologique pratiqué par un psychologue. 